# Nodoka Seko
Nodoka Seko (japanisch 世古和 Seko Nodoka; * 28. Juli 1991) ist eine japanische Sprinterin.

## Sportliche Laufbahn
Erstmals trat Nodoka Seko bei den Ostasienspielen 2009 in Hongkong, bei denen sie mit der japanischen 4-mal-100-Meter-Staffel in 44,89 s die Silbermedaille gewann, international in Erscheinung. Im Jahr darauf nahm sie an den Juniorenweltmeisterschaften in Moncton teil und erreichte dort das Halbfinale über 100 Meter und schied mit der japanischen Stafette mit 45,78 s in der ersten Runde aus. 2018 nahm sie erstmals an den Asienspielen in Jakarta teil und belegte dort mit der Staffel in 44,93 s den fünften Platz.
2018 wurde Seko Japanische Meisterin im 100-Meter-Lauf. Sie absolvierte ein Lehramtsstudium für Sport an der Universität Tsukuba.

## Persönliche Bestleistungen
- 100 Meter: 11,50 s (+1,8 m/s), 3. Juni 2018 in Fuse
  - 60 Meter (Halle): 7,49 s, 10. Februar 2010 in Osaka
- 200 Meter: 24,29 s (+0,6 m/s), 4. Juni 2010 in Marugame